# Basketball Bundesliga 2001-02
La Basketball Bundesliga 2001-02 fue la edición número 36 de la Basketball Bundesliga, la primera división del baloncesto profesional de Alemania. El campeón fue el ALBA Berlin, que lograba su sexto título de manera consecutiva, mientras descendieron a la 2. Basketball Bundesliga el Mitteldeutscher BC Weißenfels y el WiredMinds Tübingen, aunque el primero de ellos fue repescado la temporada siguiente.

## Equipos
| Equipo                  | Ciudad       | Arena                 | Capacidad |
| ----------------------- | ------------ | --------------------- | --------- |
| Brose Baskets           | Bamberg      | Stechert Arena        | 6,800     |
| Alba Berlin             | Berlín       | O2 World Berlin       | 14,500    |
| Telekom Baskets Bonn    | Bonn         | Telekom Dome          | 6,000     |
| Energy Braunschweig     | Braunschweig | Volkswagen Halle      | 6,600     |
| Köln 99ers              | Colonia      | GEW Energy Dome       | 3,232     |
| Fraport Skyliners       | Frankfurt    | Fraport Arena         | 5,002     |
| LTi Gießen 46ers        | Gießen       | Sporthalle Gießen-Ost | 4,003     |
| BBV Hagen               | Hagen        | Ischelandhalle        | 1,800     |
| Bayer Giants Leverkusen | Leverkusen   | Smidt-Arena           | 3,500     |
| Mitteldeutscher BC      | Weißenfels   | Stadthalle Weißenfels | 3,000     |
| EWE Baskets Oldenburg   | Oldenburg    | Große EWE Arena       | 6,069     |
| TBB Trier               | Trier        | Arena Trier           | 5,900     |
| WiredMinds Tübingen     | Tübingen     | Paul Horn-Arena       | 3,180     |
| DJK Würzburg            | Würzburg     | s.Oliver Arena        | 3,140     |

## Resultados

### Temporada regular
|     | Equipo                   | J  | G  | P  | Pts | Clasificación        |
| --- | ------------------------ | -- | -- | -- | --- | -------------------- |
| 1.  | Opel Skyliners Frankfurt | 26 | 20 | 6  | 40  | playoffs             |
| 2.  | Telekom Baskets Bonn     | 26 | 20 | 6  | 40  | playoffs             |
| 3.  | RheinEnergy Köln         | 26 | 20 | 6  | 40  | playoffs             |
| 4.  | Bayer Giants Leverkusen  | 26 | 18 | 8  | 36  | playoffs             |
| 5.  | Alba Berlin              | 26 | 18 | 8  | 36  | playoffs             |
| 6.  | Avitos Gießen            | 26 | 15 | 11 | 30  | playoffs             |
| 7.  | TSK uniVersa Bamberg     | 26 | 14 | 12 | 28  | playoffs             |
| 8.  | Brandt Hagen             | 26 | 12 | 14 | 24  | playoffs             |
| 9.  | s.Oliver Würzburg        | 26 | 11 | 15 | 22  | Liguilla de descenso |
| 10. | WiredMinds Tübingen      | 26 | 8  | 18 | 16  | Liguilla de descenso |
| 11. | HERZOGtel Trier          | 26 | 8  | 18 | 16  | Liguilla de descenso |
| 12. | StadtSport Braunschweig  | 26 | 7  | 19 | 14  | Liguilla de descenso |
| 13. | EWE Baskets Oldenburg    | 26 | 6  | 20 | 12  | Liguilla de descenso |
| 14. | Mitteldeutscher          | 26 | 5  | 21 | 10  | Liguilla de descenso |

### Liguilla de descenso
|     | Equipo                  | J  | G  | P  | Pts | Clasificación                         |
| --- | ----------------------- | -- | -- | -- | --- | ------------------------------------- |
| 9.  | s.Oliver Würzburg       | 36 | 15 | 21 | 30  |                                       |
| 10. | StadtSport Braunschweig | 36 | 14 | 22 | 28  |                                       |
| 11. | HERZOGtel Trier         | 36 | 14 | 22 | 28  |                                       |
| 12. | EWE Baskets Oldenburg   | 36 | 13 | 23 | 26  |                                       |
| 13. | Mitteldeutscher         | 36 | 10 | 26 | 20  | Descienden a 2. Basketball-Bundesliga |
| 14. | WiredMinds Tübingen     | 36 | 9  | 27 | 18  | Descienden a 2. Basketball-Bundesliga |

## Playoffs
|  | Cuartos de final | Cuartos de final         | Cuartos de final |                  |    | Semifinales              | Semifinales | Semifinales |  |    | Final       | Final | Final |  |
|  |                  |                          |                  |                  |    |                          |             |             |  |    |             |       |       |  |
|  |                  |                          |                  |                  |    |                          |             |             |  |    |             |       |       |  |
|  | 1.               | Opel Skyliners Frankfurt | 3                |                  |    |                          |             |             |  |    |             |       |       |  |
|  | 1.               | Opel Skyliners Frankfurt | 3                |                  |    |                          |             |             |  |    |             |       |       |  |
|  | 8.               | Brandt Hagen             | 0                |                  |    |                          |             |             |  |    |             |       |       |  |
|  | 8.               | Brandt Hagen             | 0                |                  | 1. | Opel Skyliners Frankfurt | 0           |             |  |    |             |       |       |  |
|  |                  |                          |                  |                  | 1. | Opel Skyliners Frankfurt | 0           |             |  |    |             |       |       |  |
|  |                  |                          | 5.               | Alba Berlin      | 3  |                          |             |             |  |    |             |       |       |  |
|  | 4.               | Bayer Giants Leverkusen  | 5.               | Alba Berlin      | 3  | 1                        |             |             |  |    |             |       |       |  |
|  | 4.               | Bayer Giants Leverkusen  |                  |                  |    |                          |             |             |  |    |             |       |       |  |
|  | 5.               | Alba Berlin              | 3                |                  |    |                          |             |             |  |    |             |       |       |  |
|  | 5.               | Alba Berlin              | 3                |                  |    |                          |             |             |  | 5. | Alba Berlin | 3     |       |  |
|  |                  |                          |                  |                  |    |                          |             |             |  | 5. | Alba Berlin | 3     |       |  |
|  |                  |                          | 3.               | RheinEnergy Köln | 0  |                          |             |             |  |    |             |       |       |  |
|  | 2.               | Telekom Baskets Bonn     | 3.               | RheinEnergy Köln | 0  | 3                        |             |             |  |    |             |       |       |  |
|  | 2.               | Telekom Baskets Bonn     |                  |                  |    |                          |             |             |  |    |             |       |       |  |
|  | 7.               | TSK uniVersa Bamberg     | 2                |                  |    |                          |             |             |  |    |             |       |       |  |
|  | 7.               | TSK uniVersa Bamberg     | 2                |                  | 2. | Telekom Baskets Bonn     | 1           |             |  |    |             |       |       |  |
|  |                  |                          |                  |                  | 2. | Telekom Baskets Bonn     | 1           |             |  |    |             |       |       |  |
|  |                  |                          | 3.               | RheinEnergy Köln | 3  |                          |             |             |  |    |             |       |       |  |
|  | 3.               | RheinEnergy Köln         | 3.               | RheinEnergy Köln | 3  | 3                        |             |             |  |    |             |       |       |  |
|  | 3.               | RheinEnergy Köln         |                  |                  |    |                          |             |             |  |    |             |       |       |  |
|  | 6.               | Avitos Gießen            | 1                |                  |    |                          |             |             |  |    |             |       |       |  |
|  | 6.               | Avitos Gießen            | 1                |                  |    |                          |             |             |  |    |             |       |       |  |
|  |                  |                          |                  |                  |    |                          |             |             |  |    |             |       |       |  |